# Harpie de Nouvelle-Guinée
Harpyopsis novaeguineae
Genre
Espèce
Statut de conservation UICN

 VU C2a(ii) : Vulnérable
Statut CITES
La Harpie de Nouvelle-Guinée (Harpyopsis novaeguineae), anciennement connu en tant qu'Aigle de Nouvelle-Guinée est une espèce d'oiseaux de la famille des Accipitridae, la seule du genre Harpyopsis. Cette espèce vit exclusivement sur l'île de Nouvelle-Guinée au nord ouest de la Mélanésie. À l'instar d'autres Harpie, cette espèce est classée par l'union internationale pour la conservation de la nature comme étant une espèce vulnérable.

## Description
La harpie de Nouvelle-Guinée à une longueur de 72 à 90 cm pour une envergure de 121 à 157 cm,,,. Cette espèce est plus longue que l'aigle noir, mais son envergure est en moyenne plus petite,,,,. La longueur est similaire à l'aigle de Gurney avec qui elle partage la Nouvelle-Guinée, mais celui-ci à une plus grande envergure,,,,. Chez cette espèce le mâle est beaucoup plus petit que la femelle est fait en moyenne 64 % de la taille des femelles assez petit pour une famille ou généralement la différence de taille se situe pour les mâles entre 75 % et 90 % comme c'est le cas pour le Pithécophage des Philippines,,,,. Le seul exemple dans la famille, mais qui a une taille proportionnelle plus grande est l'aigle nain que l'on retrouve en Australie et en Nouvelle-Guinée et qui pour les mâles a un ratio de 68 % de la taille des femelles,,,,,. Chez cette espèce la queue fait entre 36 et 44 cm ce qui est assez grand, c'est comparable aux harpie féroce et harpie huppée, et  bien plus grand que pour des oiseaux de taille comparable comme l'aigle montagnard,,,,,,.

## Répartition
Cette espèce est endémique de la Nouvelle-Guinée, île partagée entre l'Indonésie et la Papouasie-Nouvelle-Guinée. Elle vit dans la forêt du niveau de la mer jusqu'à 3 700 m d'altitude.